# 윤심덕
윤심덕(尹心悳, 1897년 7월 25일~1926년 8월 4일)은 일제강점기의 성악가이자 가수로  호는 수선(水仙)이다.
일본 도쿄 음악 학교에서 성악을 전공하고 돌아와 순회공연을 하며 조선 최초의 성악가로 이름을 알렸고, 생계를 위해 대중 가수로 전향해 일본 오사카에서 <사의 찬미>를 녹음했다. 이 노래를 부른 후 대한해협에서 극작가 김우진과 같이 실종되면서 당시 엄청난 화제가 되었다. 두 사람은 연인사이도 아니었고, 같은 배를 타고 실종된 것으로 목격자도, 증거도 전혀 없어 사실을 규명할 수 없었으나 근거없는 정사(情死)설로 보도되며 엄청난 파장을 가져왔고 가수의 비극적인 인생과 높은 화제성으로 인해 <사의 찬미>가 높은 판매고를 올리며 신드롬을 만들었다.

## 생애
평양에서 1남 3녀중 둘째 딸로 태어났고, 태어난 지 얼마 되지 않아 진남포로 이주하여 자랐다. 아버지 윤호병과 어머니 김씨는 모두 독실한 기독교 신자여서 그 덕에 신학문을 접할 수 있었고 학교에 다닐 수가 있었다. 윤심덕은 숭의여학교를 거처 평양여자고등보통학교를 졸업했고 언니와 여동생은 이화학당을, 남동생은 연희전문학교를 졸업했다.
윤심덕의 부친은 나물장사를 했고 모친은 병원에서 일을 했다. 광혜여의원은 미국인 여의사 홀 부인이 운영하는 병원으로 윤심덕은 이에 영향을 받아 한때 의사가 될까도 생각했지만 적성에 맞지않는다는 것을 깨닫고 음악 공부에 뜻을 두어 경성여자고등보통학교 사범과에 편입했다.
윤심덕은 교회에 다니며 노래에 빠지게 되었고 음악에 심취하게 되었다. 언니도 성악을 공부하다 출가했으며 윤심덕이 학비를 대어 두 동생들은 미국 유학을 갈 수가 있었다. 여동생은 피아노를 공부했고 남동생 윤기성은 성악을 공부했다.
경성 여고보 사범과를 졸업한해 원주로 교사 발령을 받았으며 다음해 조선총독부 관비 유학생으로 선발되어 도쿄로 건너간 뒤, 아오야마가쿠인을 거쳐 도쿄 음악학교를 졸업했다. 윤심덕은 도쿄 음악 학교 최초의 조선인 학생이었다. 윤심덕은 활달한 성격이라 남학생들과도 내외하지 않았다. 키가 크고 목이 긴 서구형 외모에 자신감이 넘쳤던 것으로 전해진다. 유학생 시절인 1921년에 '동경 유학생'들로 이루어진 동우회의 조선순회공연에 참가하여, 연극 공연의 막간에 독창을 하였다. 홍난파가 동우회에 윤심덕을 데려오면서 일본 유학생들 사이에선 사귄다는 소문이 나기도 했다. 동우회순회연극단 (同友會巡廻演劇團)의 총연출은 극작가 김우진이었으며 이 시기 윤심덕은 활발하게 일본 유학생들과 어울렸다.
1924년에 도쿄 유학을 마치고 귀국하였고, 한국 최초의 소프라노로서 전성기를 맞았으나 1920년대 당시엔 성악 공연으로는 교통비 정도의 보수 정도밖에 받을 수밖에 없어 경제적인 어려움을 겪고 있었다. 윤심덕의 부모의 생활비와 동생들의 유학비를 부담해야 했으며 김홍기와 결혼설이 신문에 돌며 김홍기 집안에서 혼담이 파기하는 기사가 나오는 등 개인사적 문제를 겪고 있었으며 비슷한 시기에 남동생의 학비를  마련하기 위해 이용문과 관계를 가지며 부호의 첩이 되었다는 스캔들이 퍼지며 곤혹을 치루기도 했다. 당시 여배우는 기생취급을 받았고 이로인해 토월회는 여배우 구하기가 매우 힘든 상황이었는데 윤심덕은 토월회의 동도 무대에 출연하기로 결심한다. 하지만 어렵게 올랐으나 혹평을 받고 근거없는 남성들과의 염분설은 더 많아지며 결국 윤심덕은 하얼빈으로 도피까지 하게 되었다가 형부의 사망소식을 듣고 언니를 위로하기 위해 귀국했다.
이후 여동생의 학비 마련을 위해 1925년 레코드 취입을 위하여 오사카에 있는 닛토[日東] 레코드 회사와 계약을 했으며 1926년 사의 찬미외 24곡을 녹음을 하였다. 그리고 1926년 8월 4일 조선으로 돌아오며는 배에서 실종 되었다.

## 실종
실종 후 전날인 8월 3일 부산행 부관연락선 도쿠주마루(德壽丸)에 극작가 김우진과 같은 배를 탑승했다는 최초의 사건이 알려지자마자 당시의 조선의 신문, 잡지들은 앞다투어 '유서를 남기고는 두 사람이 서로 껴안고 바다에 몸을 던졌다'고 지어내며 조선 최초의 정사(情死) 사건으로 대서특필 했으나 두 사람을 본 목격자는 없었으며 유서도 남기지 않았다. 같은 배를 탔고 승객 명부를 조사해보니 김수산과 윤수선이 없었다는 것이 실제 사건의 전부이다. 수산은 김우진의 호이고 수선은 윤심덕의 호다.
이들이 연인이었다면 부유한 애인을 둔 윤심덕이 그토록 생계때문에 걱정을 할 필요도 없었을 것이다. 두사람을 아는 사람들은 모두 연인관계가 아니라고 일제히 부정했다. 작가 조명희는 이런 보도 행태를 보면서 “풍문에 불과하다. 그 사실은 언급할 가치도 없다.”고 말했다. 이들이 연인관계라고 언급되기 시작한 것은 실종이후  부터 였다. 동반자살로 추측되고 있으나 목격자도 증거도 없기 때문에 죽음에 대해 다양한 의혹이 제기되었고 다양한 이야기들이 만들어졌다.
죽음에 대해 죽음을 가장했다는 생존설, 실족 등에 의한 사고설, 일본인에 의한 타살설등 다양한 추측이 나왔으며 특히 생존설은 세간과 언론의 관심을 받았다. 이탈리아 로마에서 악기점을 하고 있는 것을 목격했다는 소문이 구체적인 간판명, 지역명까지 보도되자 김우진의 가족들은 총독부를 통하여 대사관에 확인을 요청하였으나 소문은 사실이 아니라는 것을 공식적으로 통보받았다.

## 사진

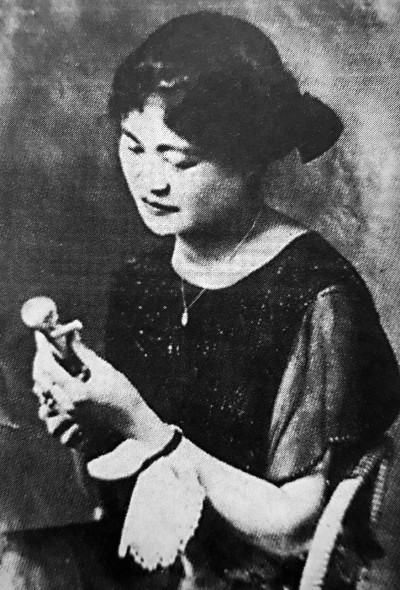
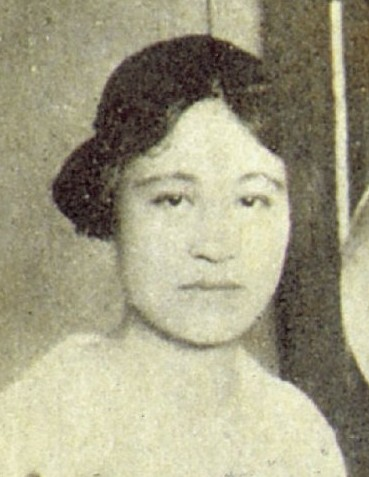
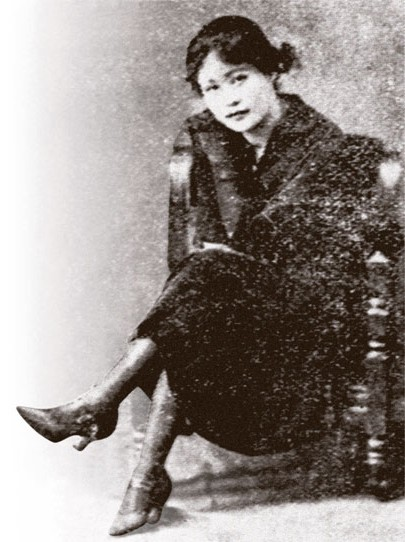
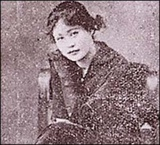

## 윤심덕이 등장하는 작품

### 드라마
- 《사의 찬미》(2018년, SBS) - 신혜선
- 《파친코》(시즌 1, 4화 2022년, Apple TV)

### 영화
- 《윤심덕》(1969년) - 문희
- 《사의 찬미》(1991년) - 장미희

### 연극·뮤지컬
- 《사의 찬미》(2013년/2014년/2015년/2017년/2019년/2022년) - 안유진·곽선영·임강희·최수진·신의정·최유하·최연우·정연·이정화·김려원·이지수
- 《관부연락선》 (2016년/2021년) - 김려원·제이민·김히어라·김주연·황승언·혜빈

## 참고 자료
- 전봉관 (2007년 9월). “[전봉관의 옛날 잡지를 보러 가다 27] 윤심덕·김우진 ‘현해탄 정사(情死)’ 미스터리””. 《신동아》 (576호): 522~536쪽.

## 같이 보기
- 사의 찬미